# Majidea cyanosperma
Majidea cyanosperma là một loài thực vật có hoa trong họ Bồ hòn. Loài này được (A. Chev.) Radlk. mô tả khoa học đầu tiên năm 1920.